# Eudocima materna
Eudocima materna is een vlinder uit de familie van de spinneruilen (Erebidae). De wetenschappelijke naam is gepubliceerd in 1767 door Linnaeus.
De soort komt voor in tropisch Afrika.